# Xiphister mucosus
Xiphister mucosus és una espècie de peix de la família dels estiquèids i de l'ordre dels perciformes.

## Descripció
- Fa 58 cm de llargària màxima i és de color negre verdós amb diverses franges blanques fosques a la part posterior del cos.
- 71-77 espines i cap radi tou a l'aleta dorsal.
- Cap espina i 46-50 radis tous a l'aleta anal.
- Aleta caudal petita, arrodonida i dirigida cap amunt.
- Absència d'aletes pèlviques. Aletes dorsals bastant petites.
- Presenta dues bandes fosques amb un centre pàl·lid que li irradien cap enrere des de cada ull.[8][9][10][11]

## Reproducció
És ovípar i els ous són dipositats en diversos grups, els quals són custodiats pel mascle.

## Alimentació
Menja principalment algues.

## Hàbitat i distribució geogràfica
És un peix marí, intermareal, demersal (fins als 18 m de fondària), el qual viu al Pacífic oriental: les àrees rocalloses (sobretot, les costes exposades) des del sud-est d'Alaska fins a l'illa Santa Creu (el sud de Califòrnia, els Estats Units), incloent-hi la Colúmbia Britànica (el Canadà). Pot romandre fora de l'aigua durant 17-23 hores si es manté humit sota les roques o entre les algues ja que respira aire.

## Observacions
És inofensiu per als humans i la seua longevitat és d'onze anys.